# 7933 Magritte
7933 Magritte è un asteroide della fascia principale. Scoperto nel 1989, presenta un'orbita caratterizzata da un semiasse maggiore pari a 2,3285224 UA e da un'eccentricità di 0,0831298, inclinata di 6,40417° rispetto all'eclittica.